# Renji Ishibashi
Pour les articles homonymes, voir Ishibashi.
Renji Ishibashi (石橋蓮司, Ishibashi Renji), né le 9 août 1941 à Shinagawa (Tokyo), est un acteur et doubleur japonais.

## Biographie
Renji Ishibashi est marié à l'actrice Mako Midori (en).

## Filmographie partielle
- 1965 : Le Proxénète (ひも, Himo?) de Hideo Sekigawa
- 1965 : Abashiri bangaichi: Bōkyō hen (網走番外地 望郷篇?) de Teruo Ishii
- 1965 : Abashiri bangaichi: Hokkai hen (網走番外地 北海篇?) de Teruo Ishii
- 1967 : Otoshimae (決着?) de Teruo Ishii
- 1981 : Les Fruits de la passion (上海異人娼館, Shanhai ijin shōkan?) de Shūji Terayama : Kato
- 1981 : Kemono-tachi no atsui nemuri (獣たちの熱い眠り?) de Tōru Murakawa
- 1981 : Masho no natsu (魔性の夏?) de Yukio Ninagawa
- 1984 : Adieu l'arche (さらば箱舟, Saraba hakobune?) de Shūji Terayama : Yonetaro Tokito
- 1988 : Tetsuo (鉄男?) de Shin'ya Tsukamoto
- 1988 : Hana no ran (華の乱?) de Kinji Fukasaku
- 1989 : Kōendōri no nekotachi (公園通りの猫たち?) de Shin'ichi Nakada (ja)
- 1990 : Rōnin-gai (浪人街?) de Kazuo Kuroki
- 1990 :  Prêt à tirer (われに撃つ用意あり, Ware ni utsu yoi ari?) de Kōji Wakamatsu
- 1992 : Femme dans un enfer d'huile (女殺油地獄, Onna goroshi abura no jigoku?) de Hideo Gosha
- 1993 : Kozure Ōkami: Sono chiisaki te ni (子連れ狼 その小さき手に?) d'Akira Inoue : Matsudaira
- 1993 : Le Retour de Monjiro Kogarashi (帰って来た木枯し紋次郎, Kaettekita Kogarashi Monjirō?) de Kon Ichikawa
- 1995 : Spanking Love de Shōji Tanaka
- 1998 : Sada (SADA〜戯作・阿部定の生涯, Sada: Gesaku · Abe Sada no shōgai?) de Nobuhiko Ōbayashi : Shinkichi
- 1998 : The Bird People in China (中国の鳥人, Chūgoku no chōjin?) de Takashi Miike
- 1999 : Gemini (双生児, Sōseiji?) de Shin'ya Tsukamoto
- 1999 : Poppoya (鉄道員?) de Yasuo Furuhata
- 1999 : Audition (オーディション, Ōdishon?) de Takashi Miike
- 1999 :  Dead or Alive (Dead or Alive 犯罪者, Dead or Alive: Hanzaisha?) de Takashi Miike
- 2000 : Tales of the Unusual (世にも奇妙な物語 映画の特別編, Yonimo kimyō na monogatari: Eiga no tokubetsu hen?)
- 2000 : Dora-heita (どら平太?) de Kon Ichikawa : Saibei
- 2001 : Agitator (荒ぶる魂たち, Araburu tamashii-tachi?) de Takashi Miike
- 2001 : Le Chemin des lucioles (ホタル, Hotaru?) de Yasuo Furuhata : Yamazaki
- 2002 : Graveyard of Honor (新・仁義の墓場, Shin jingi no hakaba?) de Takashi Miike
- 2002 : Deadly Outlaw: Rekka (実録・安藤昇侠道（アウトロー）伝 烈火, Jitsuroku Andō Noboru kyōdō-den: Rekka?) de Takashi Miike
- 2002 : Trick (トリック, Torikku?) de Yukihiko Tsutsumi
- 2002 : Hi wa mata noboru (陽はまた昇る?) de Kiyoshi Sasabe : Kanezawa, le vice-président de JVC
- 2003 : La Mort en ligne (着信アリ, Chakushin ari?) de Takashi Miike : l'inspecteur Motomiya
- 2003 : Moonlight Jellyfish (ムーンライト・ジェリーフィッシュ?) de Kōsuke Tsurumi
- 2003 : Yakuza Demon (鬼哭, Kikoku?) de Shigenori Takechi
- 2003 : The Man in White (許されざる者, Yurusarezaru mono?) de Takashi Miike
- 2003 : Gozu (極道恐怖大劇場 牛頭 GOZU, Gokudō kyōfu dai-gekijō: Gozu?) de Takashi Miike
- 2003 : Warabi no kō (蕨野行?) de Hideo Onchi
- 2004 : Izo (イゾウ?) de Takashi Miike
- 2004 : Han'ochi (半落ち?) de Kiyoshi Sasabe
- 2005 : La Mort en ligne 2 (着信アリ2, Chakushin ari 2?) de Renpei Tsukamoto : l'inspecteur Motomiya
- 2005 : Le Murmure des dieux (ゲルマニウムの夜, Gerumaniumu no Yoru?) de Tatsushi Ōmori : Komiya
- 2005 : Shinobi (忍?) de Ten Shimoyama (ja)
- 2006 : Big Bang Love, Juvenile A (46億年の恋, 46-okunen no koi?) de Takashi Miike
- 2006 : Hana (花よりもなほ, Hana yori mo naho?) de Hirokazu Kore-eda : Shozaburo Aoki
- 2007 : Sukiyaki Western Django (スキヤキ・ウエスタン ジャンゴ, Sukiyaki uesutan Jango?) de Takashi Miike
- 2008 : L : Change the World de Hideo Nakata
- 2008 : 20th Century Boys (20世紀少年, 20-seiki shōnen?) de Yukihiko Tsutsumi : Manjūme Inshū
- 2009 : 20th Century Boys, chapitre 2 : Le Dernier Espoir (２０世紀少年 第2章 最後の希望, 20-seiki shōnen: Dai 2 shō - Saigo no kibō?) de Yukihiko Tsutsumi : Manjūme Inshū
- 2009 : 20th Century Boys 3: Redemption (20世紀少年 最終章 ぼくらの旗, 20-seiki shōnen: Saishū shō - Bokura no hata?) de Yukihiko Tsutsumi : Manjūme Inshū
- 2009 : Kondo wa aisaika (今度は愛妻家?) d'Isao Yukisada
- 2010 : Outrage (アウトレイジ, Autoreiji?) de Takeshi Kitano : Murase
- 2010 : Parade (パレード, Parēdo?) de Isao Yukisada : Yoshio Noguchi
- 2014 : Pale Moon (紙の月, Kami no tsuki?) de Daihachi Yoshida
- 2019 : Kingdom (キングダム, Kingudamu?) de Shinsuke Satō : Si Shi
- 2019 : Inunaki, le village oublié (犬鳴村, Inunaki mura?) de Takashi Shimizu
- 2021 : Dai kome sōdō (大コメ騒動?) de Katsuhide Motoki

## Distinctions

### Récompenses
- 1990 : Prix Hōchi du meilleur acteur dans un second rôle pour Rōnin-gai[1]
- 1991 : Prix du meilleur acteur dans un second rôle pour Kōendōri no nekotachi, Rōnin-gai et Prêt à tirer  aux Japan Academy Prize[2]
- 1991 : Prix Kinema Junpō du meilleur acteur dans un second rôle pour Rōnin-gai et Prêt à tirer
- 1991 : Prix Mainichi du meilleur acteur dans un second rôle pour Rōnin-gai et Prêt à tirer[3]

### Nominations
- 1982 : Prix du meilleur acteur dans un second rôle pour Kemono-tachi no atsui nemuri et Masho no natsu aux Japan Academy Prize[4]
- 1982 : Prix du meilleur acteur dans un second rôle au Festival du film de Yokohama pour Kemono-tachi no atsui nemuri
- 2011 : Prix du meilleur acteur dans un second rôle pour Kondo wa aisaika aux Japan Academy Prize[5]